# Les Moissons de la colère
Pour les articles homonymes, voir Country (homonymie).
Pour plus de détails, voir Fiche technique et Distribution.
Les Moissons de la colère (titre original : Country) est un film américain réalisé par Richard Pearce, sorti en 1984.

## Fiche technique
- Titre : Les Moissons de la colère
- Titre original : Country
- Réalisation : Richard Pearce
- Scénario : William D. Wittliff
- Production : Jessica Lange et William D. Wittliff
- Musique : Charles Gross
- Photographie : Roger Shearman et David M. Walsh
- Montage : Bill Yahraus
- Pays d'origine : États-Unis
- Format : Couleurs - 2,35:1 - Dolby
- Genre : Drame
- Durée : 105 minutes
- Date de sortie : 1984
- Affiche : Jouineau Bourduge (France)

## Distribution
- Jessica Lange : Jewell Ivy
- Sam Shepard : Gil Ivy
- Wilford Brimley : Otis
- Matt Clark : Tom McMullen
- Theresa Graham : Marlene Ivy
- Levi L. Knebel : Carlisle Ivy